# Vuolimuš Čuomasjávri
Vuolimuš Čuomasjávri eller Tsuomasjavri är en sjö i kommunen Utsjoki i landskapet Lappland i Finland. Sjön ligger 231 meter över havet. Arean är 75 hektar och strandlinjen är 7,07 kilometer lång. Sjön  ingår i Tana älvs huvudavrinningsområde.   Den ligger omkring 390 kilometer norr om Rovaniemi och omkring 1100 kilometer norr om Helsingfors. 